# Jordan Belfort
Jordan Ross Belfort (New York, 9 luglio 1962) è uno scrittore, imprenditore e criminale statunitense.

## Biografia
Jordan Belfort è nato nel Bronx, distretto di New York, il 9 luglio del 1962, figlio di due commercialisti, Max e Leah Belfort. In seguito la madre diventa un avvocato. Di origini ebraiche, cresce nel distretto di Queens, a New York. Si laurea in Biologia presso l'American University di Washington, ma ha già un grande senso per gli affari: con un amico guadagna 20000 $ commerciando in gelati italian ice. Si iscrive quindi alla Dental School dell'Università del Maryland, a Baltimora, con l'intenzione di diventare dentista, ma il primo giorno il decano della scuola, vedendolo interessato a fare tantissimi soldi, gli sconsiglia questa carriera perché l'era d'oro dei dentisti era ormai conclusa.
A 23 anni iniziò la sua carriera a Long Island come venditore porta a porta di carne e pesce surgelati. In un'intervista a Forbes dichiarò che riuscì a vendere circa 2 tonnellate di prodotto alla settimana. Purtroppo gli affari iniziarono a calare e 2 anni dopo finì in bancarotta.
Sempre secondo l'intervista, gli amici di famiglia lo aiutarono a trovare lavoro come tirocinante presso la banca americana L.F. Rothschild. Iniziò come contattatore, il suo ruolo era quello di chiamare potenziali investitori e metterli in contatto con i broker. Nel frattempo studiò le regolamentazioni del mercato azionario per ottenere la licenza da broker. Successivamente riuscì ad ottenerla ma poco tempo dopo il mondo finanziario venne sconvolto nel crollo del 1987. Wall Street perse oltre 500 punti in una mattina e migliaia di società fallirono, inclusa L.F. Rothschild. Belfort si ritrovò senza un lavoro.
Nel 1988 venne assunto presso il centro di investimenti di Long Island, dove i broker vendono quote di aziende non quotate in borsa e quindi non regolamentate dal mercato azionario. Sono di basso valore e ad alto rischio, note come penny stock. Grazie alla sua parlantina, Belfort riuscì a convincere molti investitori, che la crescita di queste aziende avrebbe incrementato i loro investimenti. In realtà non c'era alcuna garanzia e l'unico interesse di Belfort e del centro di investimenti era di ottenere le commissioni.
Durante l'anno ottenne dei guadagni molto interessanti, tanto da attirare l'attenzione del suo vicino di casa. Belfort lo convinse a prendere il diploma da broker e divennero soci.
Nel 1989 fonda la società di brokeraggio Stratton Oakmont (succursale della Stratton Security), che vende telefonicamente penny stock,  grazie al suo modo di fare convincente e al manoscritto rilasciato ai suoi dipendenti, in cui insegnava allo staff come convincere gli investitori, Belfort diviene ricco, guadagnando quasi 1 milione di dollari alla settimana. Durante i suoi anni da broker, si delizia con uno stile di vita fatto di sesso estremo, droghe, alcol, feste e mania per i soldi. Tutto ciò lo porta a una grave tossicodipendenza. La Stratton Oakmont arriva a impiegare fino a 1.000 agenti di borsa e a fatturare oltre un miliardo di dollari.
Belfort viene arrestato nel 1996 per frode e riciclaggio di denaro. Dopo aver assicurato la sua piena collaborazione all'FBI, trascorre 22 mesi in una prigione federale del Nevada. Belfort, che aveva guadagnato in totale 200 milioni di dollari, viene condannato a rimborsare le sue 1513 vittime per un totale di 110,4 milioni di dollari: e ancora oggi cerca di rimborsare le sue vittime con i soldi che guadagna facendo corsi motivazionali. Durante i mesi in carcere conosce Tommy Chong, che lo incoraggia a scrivere un libro sulla sua storia. Da questo libro, intitolato The Wolf of Wall Street, il preferito tra i suoi soprannomi, è stato tratto il film omonimo diretto da Martin Scorsese e interpretato da Leonardo DiCaprio. Il vero Belfort appare in un cameo verso la fine della pellicola.